# Assassinat de Yitshaq Rabbín
L'assassinat de Yitshaq Rabbín va tenir lloc el 4 de novembre de 1995 (12 de Heixvan de 5756 al calendari hebreu) a les 21.30, al final d'una concentració en suport dels Acords d'Oslo a la Plaça dels Reis d'Israel a Tel-Aviv. L'assassí, un ultranacionalista israelià anomenat Yigal Amir, es va oposar radicalment a la iniciativa de pau de Rabbín i particularment a la signatura dels Acords d'Oslo.

## Context

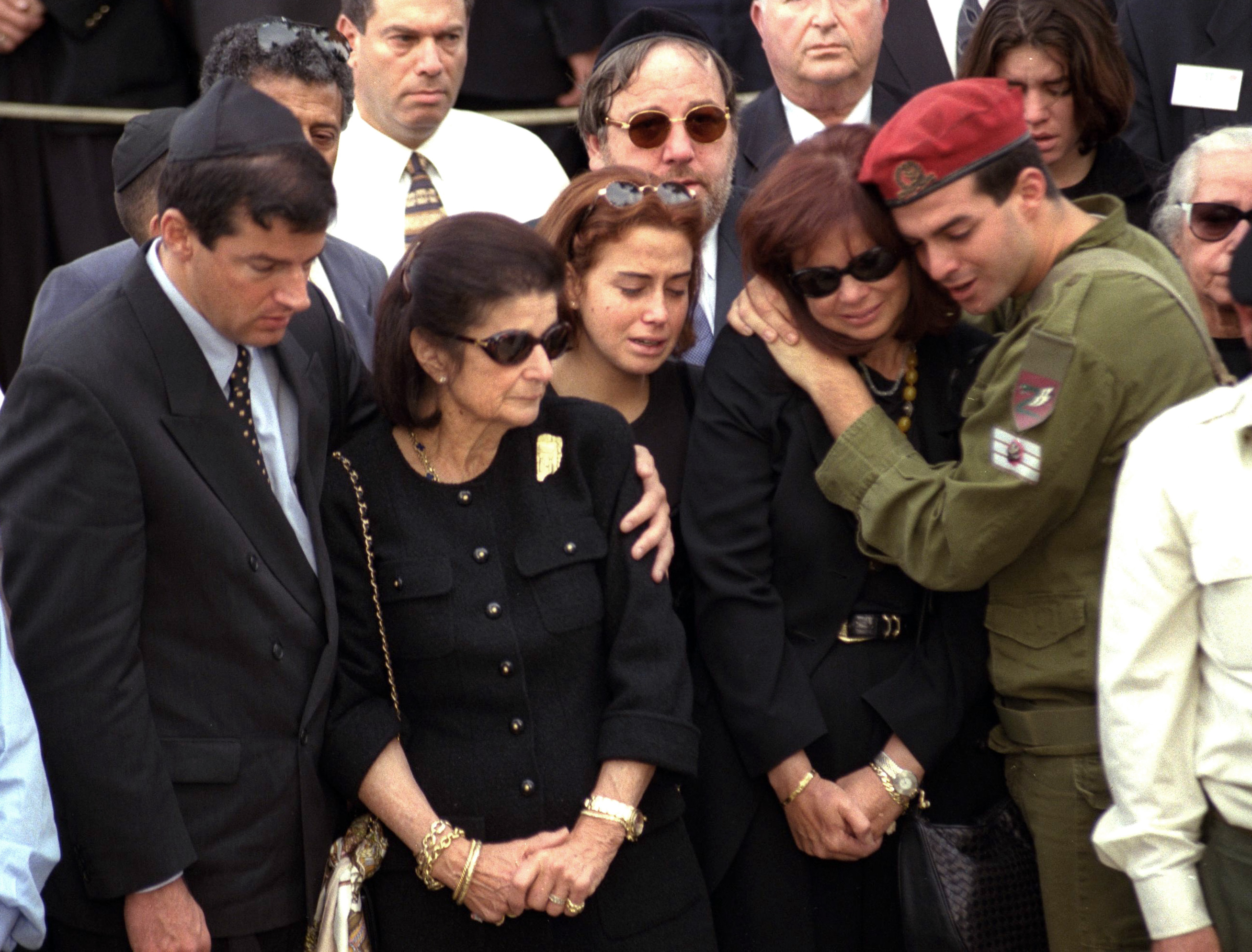
La família de Yitshaq Rabbín en el seu funeral.

L'assassinat del primer ministre i ministre de defensa israelià, Yitshaq Rabbín, va esdevenir en la culminació d'una manifestació contra la violència i en suport del procés de pau d'Oslo. Rabbín va ser menyspreat personalment pels conservadors de dreta i els líders del Likkud que van percebre el procés de pau com un intent de perdre els territoris ocupats i una capitulació davant els enemics d'Israel.
Els conservadors religiosos nacionals i els líders del partit Likkud creien que retirar-se de qualsevol terra "jueva" era una heretgia. El líder del Likkud i futur primer ministre, Binyamín Netanyahu, va acusar al govern de Rabbín d'estar "allunyat de la tradició jueva i dels valors jueus". Els rabins de dreta associats amb el moviment dels colons van prohibir les concessions territorials als palestins i van prohibir als soldats de les Forces de Defensa d'Israel evacuar als colons jueus en virtut dels acords. Alguns rabins van proclamar din rodef, basat en una llei jueva tradicional d'autodefensa, contra Rabbín personalment, argumentant que els Acords d'Oslo posarien en perill la vida dels jueus.
Les manifestacions organitzades pel Likkud i altres grups de dreta van presentar representacions de Rabbín en un uniforme de les SS nazis, o en la mira d'un arma. Els manifestants van comparar el partit laborista amb els nazis i a Rabbín amb Adolf Hitler i van corejar: "Rabbín és un assassí" i "Rabbín és un traïdor". El juliol del 1995, Netanyahu va dirigir una falsa processó fúnebre amb un taüt i una soga en un míting anti-Rabbín on els manifestants van corejar "Mort a Rabbín". El cap de seguretat interna, Carmi Gillon, va alertar Netanyahu d'un complot sobre la vida de Rabbín i li va demanar que moderés la retòrica de les protestes, la qual cosa Netanyahu es va negar a fer. Netanyahu va negar qualsevol intenció d'incitar a la violència.
Rabbín va desestimar tals protestes o les va qualificar de chutzpah. Segons Gillon, Rabbín va rebutjar les seves sol·licituds d'usar una armilla antibales i va preferir no usar el vehicle blindat que li va concedir. Els partidaris de l'esquerra van organitzar manifestacions en favor de la pau en suport dels Acords d'Oslo. Va ser després d'una d'aquestes reunions a Tel-Aviv que va tenir lloc l'assassinat.

### Yigal Amir idin rodef

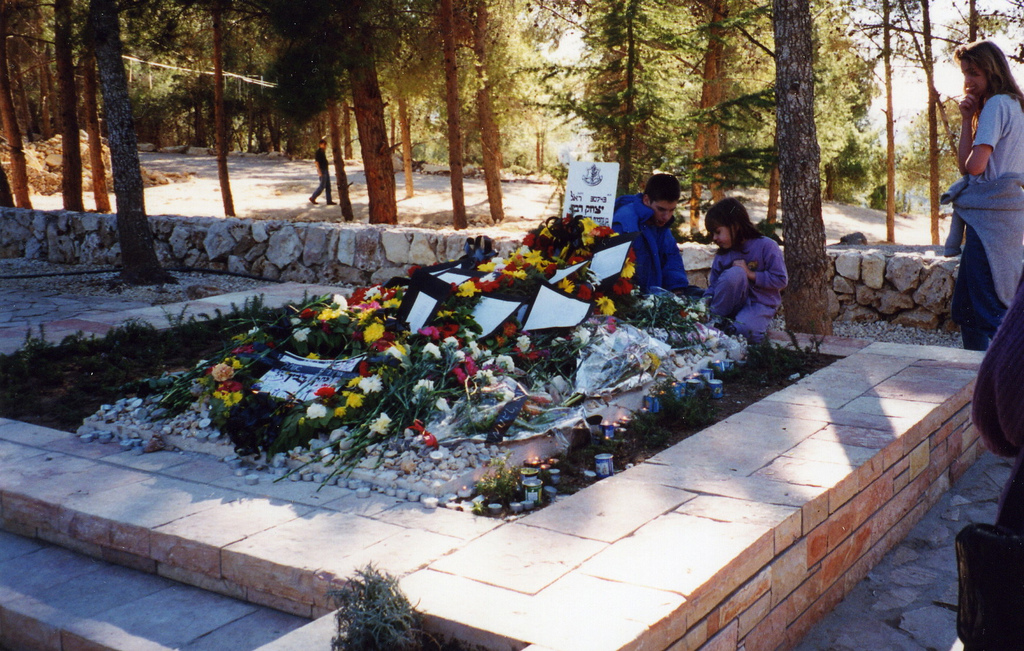
Tomba de Yitshaq Rabbín, desembre de 1995

L'assassí era Yigal Amir, un exalumne de Hesder de 25 anys, estudiant de dret a la Universitat Bar-Ilan i fanàtic d'extrema dreta. Amir s'havia oposat enèrgicament a la iniciativa de pau de Rabbín, particularment la signatura dels Acords d'Oslo, perquè sentia que una retirada israeliana de Cisjordània negaria als jueus la seva "herència bíblica que havien reclamat mitjançant l'establiment d'assentaments". Amir havia arribat a creure que Rabbín era un rodef, la qual cosa significa un "perseguidor" que posava en perill la vida jueva. El concepte de din rodef ("llei del perseguidor") és part de la llei jueva tradicional. Amir creia que estaria justificat sota din rodef per eliminar Rabbín com una amenaça per als jueus als territoris.
En els assentaments israelians, es van distribuir pamflets que debatien la validesa d'aplicar din rodef i din moser ("llei de l'informant") a Rabbín i els Acords d'Oslo en les sinagogues. Tots dos portaven una sentència de mort segons la llei tradicional de l'halacà. Va haver un desacord entre els sionistes religiosos sobre si Amir alguna vegada va obtenir l'autorització d'un rabí per dur a terme l'assassinat de Rabbín. El seu pare després va dir que en els mesos previs a l'assassinat, Amir repetidament va dir "que el primer ministre havia de ser assassinat perquè es va emetre un din rodef contra ell". Durant el seu judici posterior, Amir va declarar: "Vaig actuar d'acord amb el din rodef. No va ser un acte personal, només volia que [Rabbín] fos derrocat del seu càrrec".
Per les seves activitats radicals, el servei de seguretat interna israeliana (Xin Bet) havia cridat l'atenció de Yigal Amir, però l'organització només tenia informació sobre l'intent d'Amir de crear una milícia antiàrab, no sobre comentaris sobre l'assassinat de Rabbín, que ell obertament havia declarat a diverses persones. L'organització va ignorar un altre incident que descrivia els comentaris de Amir a un company de classe sobre declarar en video abans d'un intent anterior i avortat de la seva vida com "no creïble". La font es va negar a nomenar a Amir pel seu nom, sinó que ho va descriure com un "noi iemenita baix amb cabell arrissat".

## Assassinat

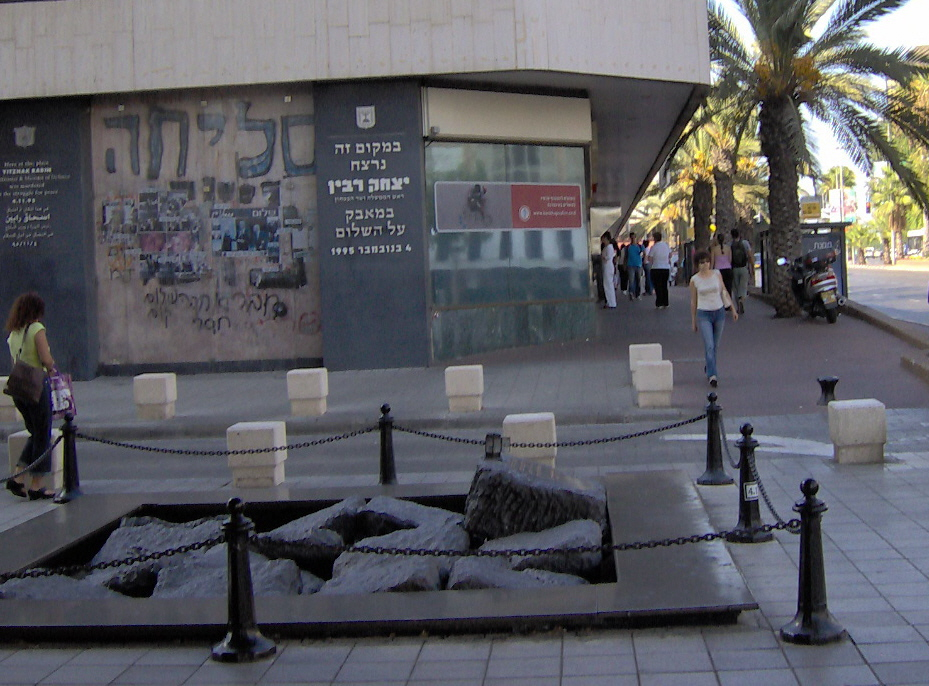
El lloc de l'assassinat: el carrer Solomon Ibn Gabirol entre l'Ajuntament de Tel-Aviv i Gan Ha'anar (en la part posterior). El monument està compost de roques trencades, que representen el terratrèmol polític que representa l'assassinat.

Després del discurs, Rabbín va baixar els graons de l'ajuntament cap a la porta oberta del seu automòbil, moment en el qual Amir va disparar tres vegades a Rabbín amb una pistola semiautomàtica Beretta 84F. Va ser immediatament reduït pels guardaespatlles de Rabbín i arrestat amb l'arma homicida. El tercer tret va fallar a Rabbín i va donar en el guàrdia de seguretat, Yoram Rubin, qui va ser lleugerament ferit.
Rabbín fou traslladat d'urgènia a l'Hospital Ichilov en el Centre Mèdic Sourasky de Tel-Aviv, on va morir sobre la taula d'operacions dessagnat i per un pulmó perforat en 40 minuts. El cap de l'oficina de Rabbín, Eitan Haber, va anunciar a l'exterior de l'hospital:
| « | El govern d'Israel anuncia amb consternació, amb gran tristesa i profund dolor, la mort del primer ministre i ministre de defensa, Yitshaq Rabbín, assassinat, aquest nit a Tel-Aviv. El govern es reunirà en una hora per una sessió de dol a Tel-Aviv. Beneït sia el seu record. | » |
| — | |   |

En la butxaca de Rabbín hi havia un full de paper tacat de sang amb la lletra de la coneguda cançó israeliana "Shir LaShalom" ("Cançó per la pau"), que es va cantar en el discurs i parla sobre la impossibilitat de portar de tornada a la vida a una persona morta i, per tant, a la necessitat de pau.

## Funeral de Rabbín
El funeral de Rabbín va tenir lloc el 6 de novembre, l'endemà passat de l'assassinat, en el cementiri Munti Herzl a Jerusalem, on Rabin va ser enterrat més tard. Centenars de líders mundials, inclosos uns 80 caps d'estat, van assistir al funeral. El president dels Estats Units, Bill Clinton, el rei Hussein de Jordània, la reina Beatriu dels Països Baixos, el primer ministre rus Víktor Txernomirdin, el primer ministre espanyol i el president en exercici del Consell Europeu Felipe González, el primer ministre de Canadà, Jean Chrétien, el primer ministre israelià interí i ministre de Relacions Exteriors, Ximon Peres, el secretari general de les Nacions Unides, Butros Butros-Ghali, el president egipci, Hosni Mubarak, president de la República del Congo Denis Sassou-Nguesso i el president d'Israel Ezer Weizman van estar entre els presents.

## Impacte social

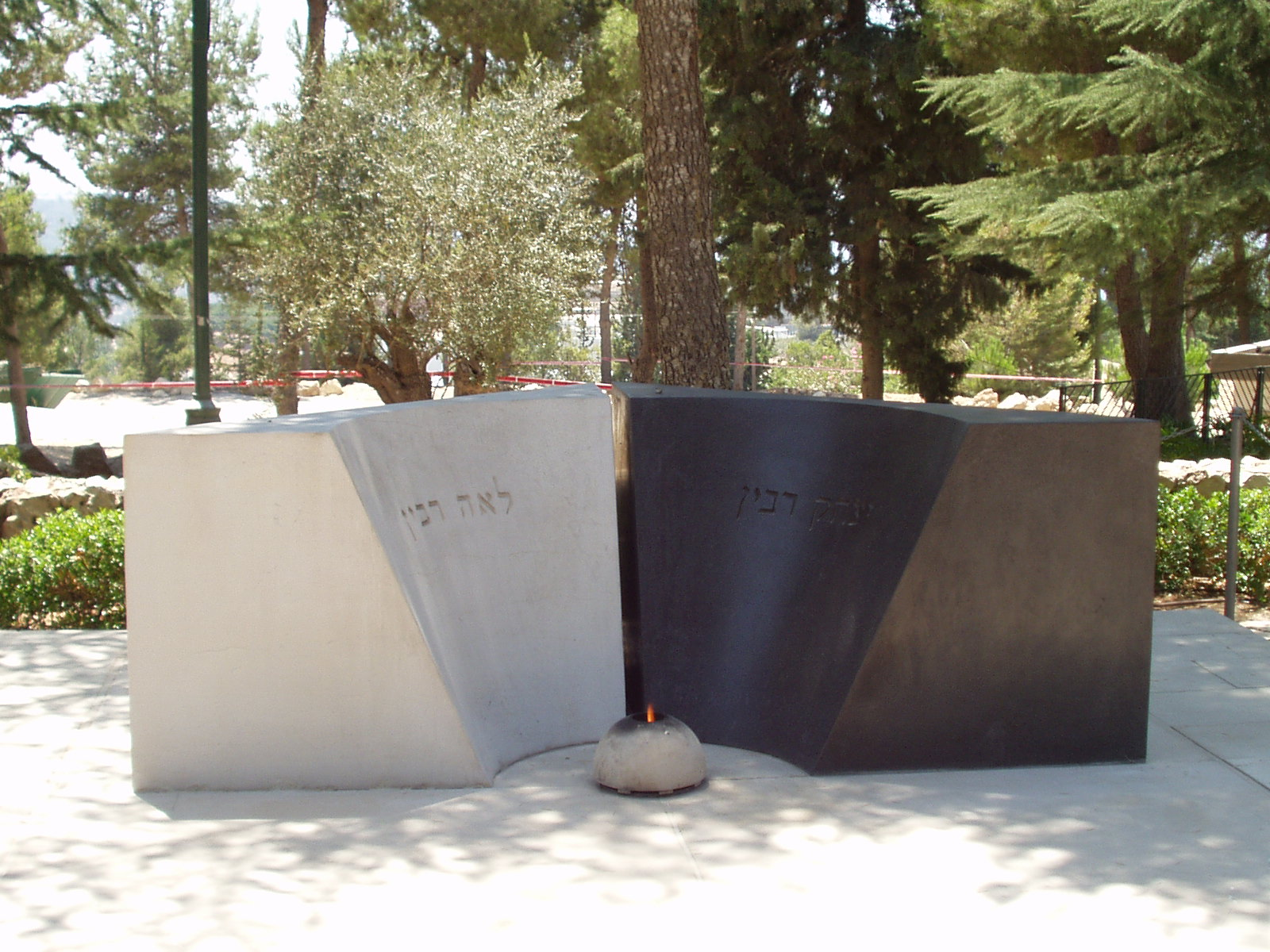
La tomba de Yitshaq i Leah Rabbín al mont Herzl.

L'assassinat de Rabbín va ser un xoc per al públic israelià. Va haver manifestacions i memorials prop de la Plaça dels Reis d'Israel, més tard rebatejada com Plaça Rabbín en el seu honor, així com prop de la casa de Rabbín, l'edifici de la Kenésset i la casa de l'assassí. Moltes altres carrers i edificis públics de tot el país també van rebre el nom de Rabbín.
L'assassinat ha estat descrit com a emblemàtic d'una kulturkampf ("lluita cultural") entre les forces religioses dretanes i seculars d'esquerra dins d'Israel. Ilan Peleg, de l'Institut de l'Orient Mitjà, va descriure l'assassinat de Rabbín com "reflectint una profunda divisió cultural dins del cos polític d'Israel, íntimament connectat amb el procés de pau" que il·lustra que tots dos van augmentar la polarització i conflicte polític al país.
El 28 de març de 1996, la Comissió Shamgar va emetre el seu informe final sobre l'assassinat. Va ser crític amb Xin Bet per posar en risc al Primer Ministre i ignorar les amenaces a la seva vida per part dels extremistes jueus.